# 55.º distrito de la Asamblea Estatal de California
El 55° distrito de la Asamblea Estatal de California es uno de los 80 distritos en la Asamblea Estatal de California. Actualmente está representado por el Demócrata Warren T. Furutani de Long Beach, que ganó las elecciones especiales para reemplazar a la demócrata Laura Richardson, que había sido elegida al 37.º distrito congresional de California en la Cámara de Representantes de los Estados Unidos. 

## Perfil del distrito
Actualmente el distrito consiste del 4.45% del Condado de Los Ángeles e incluye a todo Carson y West Carson, 73.68% de Lakewood, 33.42% de Long Beach, y 2.64% de Los Ángeles.

## Resultados de elecciones

### 2008 (Especial)
| Lista de elecciones especiales a la Asamblea Estatal de California | Lista de elecciones especiales a la Asamblea Estatal de California | Lista de elecciones especiales a la Asamblea Estatal de California | Lista de elecciones especiales a la Asamblea Estatal de California | Lista de elecciones especiales a la Asamblea Estatal de California |
| Partido                                                            | Partido                                                            | Candidato                                                          | Votos                                                              | Porcentaje                                                         |
| ------------------------------------------------------------------ | ------------------------------------------------------------------ | ------------------------------------------------------------------ | ------------------------------------------------------------------ | ------------------------------------------------------------------ |
|                                                                    | Democrático                                                        | Warren Furutani                                                    | 25,285                                                             | 69.79%                                                             |
|                                                                    | Independiente Americano                                            | Charlotte Gibson                                                   | 9,590                                                              | 15.34%                                                             |
|                                                                    | Libertario                                                         | Herb Peters                                                        | 9,297                                                              | 14.87%                                                             |
| Total                                                              | Total                                                              | Total                                                              | 62,534                                                             | 100.00%                                                            |
| Total de votantes                                                  | Total de votantes                                                  | Total de votantes                                                  | %                                                                  | %                                                                  |
|                                                                    | Democrático en espera                                              |                                                                    |                                                                    |                                                                    |

### 2006
| Elecciones a la Asamblea Estatal de California de 2006 | Elecciones a la Asamblea Estatal de California de 2006 | Elecciones a la Asamblea Estatal de California de 2006 | Elecciones a la Asamblea Estatal de California de 2006 | Elecciones a la Asamblea Estatal de California de 2006 | Elecciones a la Asamblea Estatal de California de 2006 |
| Partido                                                | Partido                                                | Candidato                                              | Votos                                                  | %                                                      | ±%                                                     |
| ------------------------------------------------------ | ------------------------------------------------------ | ------------------------------------------------------ | ------------------------------------------------------ | ------------------------------------------------------ | ------------------------------------------------------ |
|                                                        | Democrático                                            | Laura Richardson                                       | 50,006                                                 | 68.2                                                   | +1.5                                                   |
|                                                        | Republicano}                                           | Margherita Palumbo Underhill                           | 23,421                                                 | 31.8                                                   | –1.5                                                   |
| Total de votos                                         | Total de votos                                         | Total de votos                                         | 83,427                                                 | 100.0                                                  |                                                        |
| Mayoría                                                | Mayoría                                                | Mayoría                                                | 26,585                                                 | 36.4                                                   | +3.0                                                   |
| Votantes                                               |                                                        |                                                        |                                                        |                                                        |                                                        |
|                                                        | Democrático en espera                                  | Democrático en espera                                  | Swing                                                  | +3.0                                                   |                                                        |

### 2004
| Elecciones a la Asamblea Estatal de California de 2004 | Elecciones a la Asamblea Estatal de California de 2004 | Elecciones a la Asamblea Estatal de California de 2004 | Elecciones a la Asamblea Estatal de California de 2004 | Elecciones a la Asamblea Estatal de California de 2004 | Elecciones a la Asamblea Estatal de California de 2004 |
| Partido                                                | Partido                                                | Candidato                                              | Votos                                                  | %                                                      | ±%                                                     |
| ------------------------------------------------------ | ------------------------------------------------------ | ------------------------------------------------------ | ------------------------------------------------------ | ------------------------------------------------------ | ------------------------------------------------------ |
|                                                        | Democrático                                            | Jenny Oropeza (incumbente)                             | 73,594                                                 | 66.7                                                   | –13.8                                                  |
|                                                        | Republicano}                                           | Margherita Palumbo Underhill                           | 36,800                                                 | 33.3                                                   | +33.3                                                  |
| Total de votos                                         | Total de votos                                         | Total de votos                                         | 110,394                                                | 100.0                                                  |                                                        |
| Mayoría                                                | Mayoría                                                | Mayoría                                                | 36,794                                                 | 33.4                                                   | –27.6                                                  |
| Votantes                                               |                                                        |                                                        |                                                        |                                                        |                                                        |
|                                                        | Democrático en espera                                  | Democrático en espera                                  | Swing                                                  | –27.6                                                  |                                                        |

### 2002
| Elecciones a la Asamblea Estatal de California de 2002 | Elecciones a la Asamblea Estatal de California de 2002 | Elecciones a la Asamblea Estatal de California de 2002 | Elecciones a la Asamblea Estatal de California de 2002 | Elecciones a la Asamblea Estatal de California de 2002 | Elecciones a la Asamblea Estatal de California de 2002 |
| Partido                                                | Partido                                                | Candidato                                              | Votos                                                  | %                                                      | ±%                                                     |
| ------------------------------------------------------ | ------------------------------------------------------ | ------------------------------------------------------ | ------------------------------------------------------ | ------------------------------------------------------ | ------------------------------------------------------ |
|                                                        | Democrático                                            | Jenny Oropeza (incumbente)                             | 47,874                                                 | 80.5                                                   | +5.8                                                   |
|                                                        | Libertario                                             | Guy Wilson                                             | 11,614                                                 | 19.5                                                   | –0.9                                                   |
| Total de votos                                         | Total de votos                                         | Total de votos                                         | 59,488                                                 | 100.0                                                  |                                                        |
| Mayoría                                                | Mayoría                                                | Mayoría                                                | 36,260                                                 | 61.0                                                   | +6.7                                                   |
| Votantes                                               |                                                        |                                                        |                                                        |                                                        |                                                        |
|                                                        | Democrático en espera                                  | Democrático en espera                                  | Swing                                                  | +6.7                                                   |                                                        |